# José Juan Fernández de Villavicencio
José Juan Fernández de Villavicencio y Corral, marqués de Castrillo (Alhaurín el Grande, 1849-Madrid, 3 de enero de 1910) fue un noble y militar español, hermano del también militar y combatiente carlista marqués de Vallecerrato.

## Biografía
Nació en una familia de la alta nobleza española, hijo del general Lorenzo Fernández de Villavicencio Cañas y Portocarrero, que ostentaba los títulos de duque de San Lorenzo y del Parque, marqués de Casa-Villavicencio, de Vallecerrato, de Castrillo y de la Mesa de Asta y conde de Belmonte de Tajo.
A los diez de edad se expidió a su favor Real Carta de sucesión en el título de marqués de Castrillo. Hizo sus primeros estudios en Francia y vuelto a España en 1867, se hallaba en Madrid preparándose para ingresar en el Colegio de Caballería cuando la revolución del siguiente año le hizo variar de su primer propósito ofreciendo inmediatamente su adhesión incondicional y sus servicios a Carlos de Borbón, quien le agradeció con el empleo de alférez, como a título de Castilla, ya que era hijo de Grande de España.
Desde el primer momento en que el duque de Madrid pensó en lograr el triunfo del carlismo a la suerte de las armas, el marqués de Castrillo se destacó entre los militares que ofrecieron sus servicios a esta causa. Francisco de Paula Oller describió su entusiasmo carlista en estos términos: 

el marqués de Castrillo ocupó un distinguido lugar entre aquella pléyade de jóvenes entusiastas y decididos, hijos de ilustres familias, que animados del más noble espíritu militar y de ardiente amor por nuestra Causa, bien pronto supieron instruirse en los principios del arte de la guerra para formar después aquella brillante oficialidad joven, animosa, instruida, exacta cumplidora de sus deberes, que tanta gloria dio a nuestro ejército en la última campaña, inspirando siempre sus actos en el heroísmo, hijo de los sentimientos de honor más nobles y caballerescos.

### Tercera guerra carlista
Emigró a Francia en 1871, tomó parte en el alzamiento de 1872, ascendiendóle a teniente el general Dorregaray y habiéndole nombrado su ayudante de campo, se presentó a dicho general en Irurita el 18 de marzo de 1873, después de abrirse paso él solo por en medio de los carabineros que custodiaban el puente de Dancharinea. Se batió en la acción de Oñate; en la sorpresa de Peñacerrada, en la que le hirieron el caballo y habiendo caído gravemente enfermo el día 3 de mayo, tuvo que quedar en cama en Larrión, en donde entraron aquel día los liberales, librándose de caer prisionero por haber entre los enemigos algunos oficiales antiguos amigos suyos. Apenas convaleciente el marqués de Castrillo, se incorporó otra vez a las fuerzas carlistas tomando con ellas parte en las acciones de Metauten y Lecumberri; en la toma de los fuertes de Lizárraga y San Adrián; en la de Estella y en la batalla de Montejurra, en la que ganó una Cruz roja del Mérito Militar.
También se encontró en todo el sitio de Portugalete, en el cual se distinguió de tal manera, que fue ascendido a capitán, a pesar de dársele también otra Cruz roja del Mérito Militar. Enfermo nuevamente, se vio obligado a pasar a Francia y vuelto a España se batió otra vez en la batalla de San Pedro Abanto y en las últimas operaciones del sitio de Bilbao. Harto delicado de salud, tuvo que volver a Francia, le aconsejaron los médicos que renunciase a seguir peleando, pero apenas pudo montar a caballo, se presentó otra vez al general Dorregaray, a cuyas inmediatas órdenes se distinguió notablemente en la batalla de Abárzuza, por la que se le concedió la Cruz de Carlos III, la cual rehusó fundándose en que era recompensa propia de paisanos y no de militares como él. Siguió luego sirviendo en Navarra hasta que el desempeño de una comisión especial que se le confió en el mes de septiembre, pasó a Cataluña, tomando parte en varias acciones y distinguiéndose principalmente en el segundo ataque de Vich, en el que ganó otra Cruz roja del Mérito Militar. A fines del año 1874 y siéndole ya completamente imposible continuar por entonces haciendo la vida en campaña, se vio precisado a hacer uso de la licencia que por entonces se le había ya concedido anteriormente, con el empleo de comandante, emigrando a Francia en donde permaneció hasta que mucho después de concluida la guerra pudo volver a España sin reconocer a Alfonso XII.
Además de las tres Cruces rojas del Mérito Militar, obtuvo por su valor las medallas de Montejurra y de Vizcaya.

### Después de la guerra

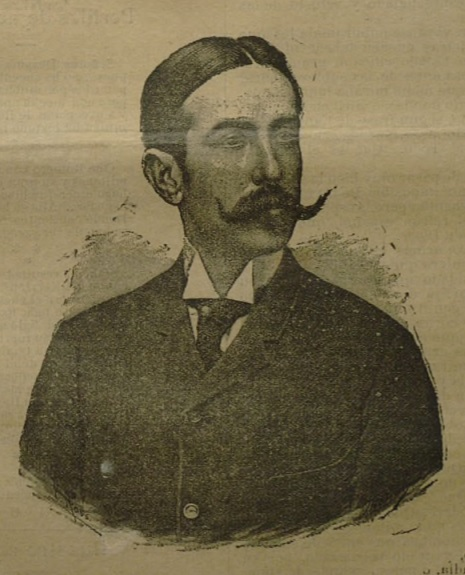
El marqués de Castrillo retratado por Paciano Ross.

Pasó algunas temporadas junto a su rey exiliado, Carlos de Borbón, quien le hizo ocupar a su lado el puesto de honor en alguna ocasión y lo nombró vocal de la Junta encargada de erigir un monumento a Zumalacárregui.
En 1893 le fue encomendada la misión de ir a África a proporcionar asistencia a los heridos de la guerra de Melilla con el óbolo de los carlistas. Su actuación satisfactoria le valió recibir el 1 de enero de 1894 el siguiente «autógrafo regio» de Don Carlos desde Viareggio:

Mi querido Castrillo: 

Mucho esperaba de ti al confiarte la misión de caridad y patriotismo que con la inteligente ayuda de Jáuregui has llevado á cabo en Melilla. Pero tu conducta ha ido, si es posible, más allá aun que mis esperanzas. 
Lo que tu modestia te induce á callarme hánmelo dicho adversarios y amigos. 
A todos te has revelado como español entusiasta, como caballero cumplidísimo, como mediador discreto y delicado, y lléname de orgullo el que haya habido esta ocasión de que públicamente resplandezcan las cualidades que yo te conocía. 
Te doy las gracias por el honor con que nos has representado. Y hablo en plural, porque no ibas á Melilla solamente en mi nombre, sino en el de todos los que con su óbolo habían contribuido á esta manifestación.
A ellos también te encargo de hacer llegar las gracias que del fondo del corazón les envío; gracias por su piadoso tributo á la memoria de Margarita, y gracias por los consuelos que han procurado á nuestros soldados. 
Dios te guarde, como de corazón lo desea tu afectísimo.
Carlos

Siempre fiel a la causa carlista, fue presidente y protector del Círculo tradicionalista de Madrid y jefe delegado de la Comunión Tradicionalista en las provincias de Málaga, Granada, Jaén y Almería, donde realizó trabajos de propaganda con el espíritu de disciplina que le era característico.
En la capital de España estableció una fundación para la celebración periódica de misas en sufragio de Margarita de Borbón Parma (primera esposa de Don Carlos), que se celebraban en la iglesia de San Ignacio.
A su muerte, el diario tradicionalista El Correo Español dijo de él:

El ilustre muerto tuvo siempre numerosísimos amigos, y nunca enemigos, en todas las clases sociales, desde la más elevada, a la que pertenecía por su rango y fortuna, hasta la más humilde, a quien le acercaban sus generosos sentimientos.

Fallecido en su domicilio, situado en la calle de Fernando el Santo, n.º 13, fue enterrado en la sacramental de San Justo.
Estuvo casado con Emilia Crooke y Larios (nieta del primer marqués de Larios), con la que tuvo varios hijos.